# Španjolska škola jahanja
Španjolska škola jahanja (njemački: Spanische Hofreitschule) iz Beča u Austriji je tradicionalna škola konjičkog jahanja lipicanaca koja se izvodi u „Zimskoj jahačkoj školi” (Winterreitschule) dvorca Hofburg. Pored središta klasične škole jahanja, ovo mjesto je i turistička atrakcija koja pruža posjetiteljima priliku da prisustvuju konjičkim izvedbama i treninzima. Vodeći konji i njihovi jahači također sporadično odrađuju turneje i nastupaju širom svijeta.
Španjolska škola jahanja je upisana na UNESCO-ov popis nematerijalne svjetske baštine u Europi 2015. god.

## Povijest
Škola jahanja u Habsburškoj monarhiji se prvi put spominje 1572. godine, iako je drvena arena za konjičke sportove postojala na Josefsplatzu u Beču već 1565. godine, mnogo prije nego što je Antoine de Pluvinel 1594. god. preoblikovao francusku školu jahanja, poznatu kao Équitation. No, tek je 1729. godine car Karlo VI. dao da arhitekt Joseph Emanuel Fischer von Erlach izgradi dvoranu za jahanje koja se koristi do današnjih dana.
Škola je nazvana po španjolskim konjima koji su poslužili kao temelj za uzgoj pasmine lipicanaca, na kojima se isključivo jaše u ovoj školi. Lipicanci su nekada uzgajani samo u Lipici u blizini Trsta, sada u Sloveniji, a danas se uzgajaju u selu Piber u zapadnoj Štajerskoj, Austrija.
Iako su tradicionalno jahači u Španjolskoj školi jahanja bili uvijek muškarci, nije postojala službena zabrana za žene. Tako su u listopadu 2008. godine ispit za jahačice položile dvije žene, 18-godišnja Britanka, Sojourner Morrell i 21-godišnja Austrijanka, Hannah Zeitlhofer.

## Odlike
Škola uključuje i uzgoj, skrb, trening i jahanje lipicanaca, kao i različite društvene običaje, ceremonije i rituale koji se temelje na dugotrajnim vezama uzgajivača, konjušara, majstora, jahača i konja. Uzgajivači se brinu za konje i uparuju pastuhe s kobilama kako bi se zadovoljila potražnja škole. Konjušari su prvi koji imaju kontakt s ždrijebadima i oni prenose osnovna znanja konjaništva na kadete. Iskusni jahači i mladi kadeti stvaraju posebnu vezu između jahača i konja. Kadeti u ranim godinama uče pravilnu skrb za konje, održavanje i pravilnu uporabu opreme. U to vrijeme, koje obično traje do 3 godine, oni rade s dobro uvježbanim konjima na uzici bez stremena i uzda. Potom iskusni jahači prenose svoja znanja kadetima putem mentorstva, što može potrajati 2 do 4 godine, sve dok ne budu sposobni istrenirati mladog konja do konja Visoke škole.
Veterinari kirurzi osiguruvaju zdravlje svakog konja, dok su sedlari, kovači, klobučari, krojači i postolari odgovorni za proizvodnju i održavanje rekvizita. Ova nematerijalna svjetska baština također cijeloj zajednici Škole daje snažan osjećaj identiteta koji osigurava očuvanje tehnika i majstorija u mnogim područjima konjaništva.

## Poveznice
- Konjički sportovi
- Équitation

## Vanjske poveznice
- 250 godina škole  Arhivirana inačica izvorne stranice od 15. siječnja 2016. (Wayback Machine) na službenim stranicama Škole (engl.)
- The Spanish Riding School of Vienna, Dokumentarac na youtube-u (engl.)